# LG Leon 4G LTE
Az LG Leon 4G LTE az LG érintőképernyős, Android operációs rendszerrel működő középkategóriás okostelefonja.

## Főbb paraméterek
- Processzor: Qualcomm/MSM8916/1.2 GHz Quad core
- Kijelző: 4,5 collos (854x480)
- Kamera: 5 megapixeles elsődleges kamera
- Akku: 1,900 mAh
- Operációs rendszer: Android 5.0 Lollipop vagy frissítés után Android 6.0 Marshmallow
- Méret: 129,9 x 64,9 x 10,9 mm
- Súly: 139 g
- Hálózat: 2G: B2, B3, B5, B8, 3G: B1, B5, B8/ HSPA+ 42Mbps, 4G: B3(1800), B7(2600), B8(900), B20(800)/ CSFB